# Tjörnarps socken
Tjörnarps socken i Skåne ingick i Västra Göinge härad och området ingår sedan 1971 i Höörs kommun och motsvarar från 2016 Tjörnarps distrikt.
Socknens areal är 41,62 kvadratkilometer varav 40,65 land. År 2000 fanns här 1 099 invånare.  Tätorten Tjörnarp med Tjörnarps kyrkby och sockenkyrkan Tjörnarps kyrka ligger i socknen.

## Administrativ historik
Socknen har medeltida ursprung. 
Vid kommunreformen 1862 övergick socknens ansvar för de kyrkliga frågorna till Tjörnarps församling och för de borgerliga frågorna bildades Tjörnarps landskommun. Landskommunen uppgick 1952 i Sösdala landskommun, utbröts därur 1969 och uppgick i Höörs köping som 1971 ombildades till Höörs kommun. 1969 ändras länstillhörigheten till Malmöhus län. Församlingen uppgick 2006 i Höörs församling. .
1 januari 2016 inrättades distriktet Tjörnarp, med samma omfattning som församlingen hade 1999/2000.  
Socknen har tillhört län, fögderier, tingslag och domsagor enligt vad som beskrivs i artikeln Västra Göinge härad. De indelta soldaterna tillhörde Norra skånska infanteriregementet, Västra Göinge kompani och Skånska husarregementet, Kolleberga skvadron och Sandby skvadron, Sandby kompani.

## Geografi
Tjörnarps socken ligger söder om Hässleholm och norr om Höör kring Tjörnarpssjön. Socknen är i söder och sydväst en kuperad moss- och sjörik skogsbygd och är i nordost en odlingsbygd.
I Tjörnarps socken finns byarna Tjörnarps kyrkby, Ella, Gunnarp, Hagstad, Hedensjö, Hjällaröd, Jonstorp, Karlarp, Korsaröd, Prästorp, Slättaröd, Spångahus, Stavaröd och Svenstorp.

## Fornlämningar
Från stenåldern finns boplatser. Från bronsåldern finns gravrösen. Fossil åkermark har påträffats.

## Namnet
Namnet skrevs 1283 Thyrnäthor och kommer från kyrkbyn. Efterleden är torp, 'nybygge'. Förleden är tjörne, 'törne, snår av torniga buskar'..